# Bruck in der Oberpfalz
Bruck in der Oberpfalz, Bruck i.d.OPf. – gmina targowa w Niemczech, w kraju związkowym Bawaria, w rejencji Górny Palatynat, w regionie Oberpfalz-Nord, w powiecie Schwandorf. Leży w Lesie Czeskim, około 30 km na północny wschód od Schwandorfu.
1 listopada 2013 do gminy przyłączono 4,66 km² pochodzące z dzień wcześniej rozwiązanego obszaru wolnego administracyjnie Einsiedler und Walderbacher Forst. W tym samym dniu również część terenu gminy (0,02 km²) przyłączono do miasta Nittenau a 0,11 km² do gminy Walderbach w powiecie Cham.
1 stycznia 2017 do gminy przyłączono 5,50 km² pochodzące z dzień wcześniej rozwiązanego obszaru wolnego administracyjnie Östlicher Neubäuer Forst oraz 2,88 km² z miasta Roding w powiecie Cham.

## Współpraca
Miejscowości partnerskie:
- Bobrowice, Polska
- Malesherbes, Francja
- Ober-Olm, Nadrenia-Palatynat
- Seiffen/Erzgeb., Saksonia